# Малий Жужгес
Малий Жужге́с (рос. Малый Жужгес) — присілок у складі Увинському районі Удмуртії, Росія.

## Населення
Населення — 50 осіб (2010; 61 в 2002).
Національний склад станом на 2002 рік:
- удмурти — 93 %

## Урбаноніми[3]
- вулиці — Лучна, Польова